# Cratere Kolhörster
Kolhörster è un cratere lunare di 78,78 km situato nella parte nord-orientale della faccia nascosta della Luna.